# Championnat d'Italie féminin de football 2020-2021
Navigation
Édition précédente Édition suivante
Le Championnat d'Italie féminin de football 2020-2021 ou en italien Serie A Femminile 2020-2021 est la cinquante-quatrième saison du championnat. La Juventus vainqueur des trois saisons précédentes remet son titre en jeu.

## Participantes
| \| Fiorentina Inter Juventus AC Milan Naples AS Rome Sassuolo San Gimignano Empoli Hellas Vérone Pink Bari Saint-Marin \| Localisation des clubs. |
| Fiorentina Inter Juventus AC Milan Naples AS Rome Sassuolo San Gimignano Empoli Hellas Vérone Pink Bari Saint-Marin                               |

Deux clubs accèdent à la Serie A : Naples et San Marino qui occupaient les deux premières places de la Serie B au moment de l'interruption liée à la pandémie de Covid-19. Ils remplacent UPC Tavagnacco et Orobica Bergame qui ayant terminé aux deux dernières places de la saison 2019-2020 descendent en Serie B.
Fiorentina Women's Football Club est intégré dans l'ACF Fiorentina le 13 juillet 2020 et portera le nom de ACF Fiorentina Femminile.
- Légende des couleurs

- Ligue des champions 2020-2021.
- Promu.

| Club                                                                       | Localisation  | Stade                      | Classement 2019-2020 |
| -------------------------------------------------------------------------- | ------------- | -------------------------- | -------------------- |
| Juventus Football Club                                                     | Turin         | Juventus Center            | 1re                  |
| ACF Fiorentina Femminile                                                   | Florence      | Stadio comunale Gino Bozzi | 2e                   |
| Associazione Calcio Milan                                                  | Milan         | Centro Sportivo Vismara    | 3e                   |
| Associazione Sportiva Roma                                                 | Rome          | Stadio Tre Fontane         | 4e                   |
| Florentia San Gimignano Società Sportiva Dilettantistica                   | San Gimignano | Stadio Santa Lucia         | 5e                   |
| Associazione Sportiva Dilettantistica Sassuolo Calcio Femminile            | Sassuolo      | Stadio Enzo Ricci          | 6e                   |
| FC Internazionale Milano                                                   | Milan         | Stadio Felice Chinetti     | 7e                   |
| Società Sportiva Dilettantistica Empoli Ladies FBC                         | Empoli        | Centro sportivo Monteboro  | 8e                   |
| Associazione Sportiva Dilettantistica Women Hellas Verona Calcio Femminile | Vérone        | Stadio Aldo Olivieri       | 9e                   |
| Associazione Sportiva Dilettantistica Pink Sport Time                      | Bari          | Stadio Antonio Antonucci   | 10e                  |
| Società Sportiva Dilettantistica Napoli Femminile                          | Naples        | Stadio Caduti di Brema     | 1re D2               |
| San Marino Academy                                                         | San Marin     | Campo sportivo Acquaviva   | 2e D2                |

## Compétition
En cas d'égalité de points pour la première place, la Ligue des champions ou pour la relégation, un match d'appui est disputé.
| Rang | Équipe                  | Pts | J  | G  | N | P  | Bp | Bc | Diff |
| ---- | ----------------------- | --- | -- | -- | - | -- | -- | -- | ---- |
| 1    | Juventus T S            | 66  | 22 | 22 | 0 | 0  | 75 | 10 | +65  |
| 2    | AC Milan C              | 51  | 22 | 16 | 3 | 3  | 47 | 17 | +30  |
| 3    | Sassuolo                | 50  | 22 | 16 | 2 | 4  | 47 | 20 | +27  |
| 4    | Fiorentina              | 38  | 22 | 12 | 2 | 8  | 40 | 30 | +10  |
| 5    | AS Rome                 | 37  | 22 | 10 | 7 | 5  | 35 | 25 | +10  |
| 6    | Empoli Ladies           | 31  | 22 | 9  | 4 | 9  | 47 | 40 | +7   |
| 7    | Florentia San Giminiano | 29  | 22 | 9  | 3 | 10 | 25 | 37 | -12  |
| 8    | Inter Milan             | 25  | 22 | 7  | 4 | 11 | 31 | 44 | -13  |
| 9    | Hellas Vérone           | 21  | 22 | 6  | 3 | 13 | 16 | 33 | -17  |
| 10   | SSD Naples P            | 14  | 22 | 3  | 5 | 14 | 22 | 38 | -16  |
| 11   | San Marino Academy P    | 12  | 22 | 3  | 3 | 16 | 16 | 58 | -42  |
| 12   | Pink Sport Bari         | 3   | 22 | 1  | 0 | 19 | 13 | 62 | -49  |

| Légende : Qualifications et relégations | Légende : Qualifications et relégations                                                                                 |
| --------------------------------------- | --- |
|                                         | Qualification pour la Ligue des champions féminine de l'UEFA 2021-2022                                                  |
|                                         | Barrages de relégation                                                                                                  |
|                                         | Relégation en deuxième division                                                                                         |
|                                         | T : Tenant du titre P : Promu C : Vainqueur de la Coupe d'Italie 2020-2021 S : Vainqueur de la Supercoupe d'Italie 2020 |

## Statistiques
Source,

### Meilleures  buteuses
| Rg | Joueuse             | Club           | Nb de buts |
| -- | ------------------- | -------------- | ---------- |
| 1. | Cristiana Girelli   | Juventus       | 22         |
| 2. | Valentina Giacinti  | AC Milan       | 18         |
| 3. | Daniela Sabatino    | ACF Fiorentina | 16         |
| 4. | Haley Bugeja        | Sassuolo       | 12         |
| 4. | Natasha Dowie       | AC Milan       | 12         |
| 6. | Benedetta Glionna   | Empoli         | 10         |
| 6. | Valeria Pirone (it) | Sassuolo       | 10         |

### Meilleures passeuses
| Rg | Joueuse             | Club     | Nb de p.d. |
| -- | ------------------- | -------- | ---------- |
| 1. | Barbara Bonansea    | Juventus | 9          |
| 1. | Cecilia Prugna (it) | Empoli   | 9          |
| 3. | Valeria Pirone (it) | Sassuolo | 7          |
| 3. | Maria Alves (en)    | Juventus | 7          |
| 3. | Annahita Zamanian   | Juventus | 7          |

### Clean sheets
| Rg | Joueuse                | Club          | Nb de c.s. |
| -- | ---------------------- | ------------- | ---------- |
| 1. | Laura Giuliani         | Juventus      | 14         |
| 2. | Mária Korenčiová (en)  | AC Milan      | 10         |
| 2. | Diede Lemey            | Sassuolo      | 10         |
| 4. | Francesca Durante (it) | Hellas Vérone | 7          |
| 5. | Camelia Ceasar (en)    | AS Roma       | 6          |

## Bilan de la saison
| Championnat d'Italie féminin de football 2020-2021 |                                                         |
| Champion                                           | Juventus (4e titre)                                     |
| Dauphin                                            | AC Milan                                                |
| Coupes et trophées                                 |                                                         |
| Vainqueur de la Coupe d'Italie 2020-2021           | AS Rome                                                 |
| Qualifications continentales                       |                                                         |
| Ligue des champions féminine de l'UEFA 2021-2022   | Juventus                                                |
| Ligue des champions féminine de l'UEFA 2021-2022   | AC Milan                                                |
| Promotions et relégations                          |                                                         |
| Promus en Serie A                                  | Società Sportiva Lazio Women 2015                       |
| Promus en Serie A                                  | Associazione Sportiva Dilettantistica Calcio Pomigliano |
| Relégués en Serie B                                | San Marino Academy                                      |
| Relégués en Serie B                                | Pink Bari                                               |